# Сент-Джонс (округ)
Сент-Джонс (англ. St. Johns county) — округ штата Флорида Соединённых Штатов Америки. На 2000 год в нем проживало 123 135 человек. По оценке бюро переписи населения США в 2008 году население округа составляло 181 540 человек. Окружным центром является город Сент-Огастин.

## История
Округ Сент-Джонс был сформирован в 1821 году. Он был назван в честь Иоанна Крестителя (англ. St. John the Baptist. Округа Сент-Джонс и Эскамбия были первыми двумя округами Флориды.